# Harald Pousette
Sven Harald Pousette, född 18 juni 1886 i Gävle, död 6 maj 1975 i Oscars församling i Stockholm, var en svensk diplomat.

## Biografi
Pousette var son till kapten Fredrik Pousette och Valborg Bodman. Han tog reservofficersexamen 1907 och kansliexamen i Uppsala 1908 innan han blev attaché vid Utrikesdepartementet (UD) samma år. Han tjänstgjorde i Washington 1909, var legationssekreterare i Bryssel och Haag 1911, sekreterare hos ministern för utrikes ärenden 1919–1920, förste legationssekreterare i Tokyo 1921, Rom 1924, legationsråd 1928, byråchef vid UD 1929, legationsråd i Berlin 1934, London 1938, ministre plénipotentiaire 1941, tillförordnad chargé d’affaires i Teheran 1941, envoyé där 1945–1947 och Reykjavik 1947–1951.
Han var ordförande i Alliance française 1952–1959. Pousette gifte sig 1920 med Cecilia Cedercrantz (1896–1987), dotter till landshövdingen Conrad Cedercrantz och Elisabeth Sjöcrona. Han var far till diplomaten Tage Pousette (1921–2012). De är begravda på Lidingö kyrkogård.

## Utmärkelser
Pousettes utmärkelser:
- Minnestecken med anledning av Konung Gustaf V:s 70-årsdag (GV:sJmt)
- Kommendör av 1. klass av Nordstjärneorden (KNO1kl)
- Storkorset av Isländska falkorden (StkIFO)
- Storkorset av Iranska Homa-Youneorden (StkIranHYO)
- Storkorset av Ungerska förtjänstorden (StkUngFO)
- Storofficer av Bulgariska Civilförtjänstorden (StOffBulgCfO)
- Storofficer av Italienska kronorden (StOffItKrO)
- Storofficer av Tyska örnens orden (StOffTysköO)
- Kommendör av Danska Dannebrogsorden (KDDO)
- Kommendör av Italienska Sankt Mauritius och Sankt Lazarusorden (KItS:tMLO)
- 3. klass av Japanska Spegelorden eller Helgade skattens orden (JHSO3kl)
- 3. klass av Kinesiska Gyllene skördens orden (KinGSO3kl)
- 3. klass av Persiska Lejonorden (PersLSO3kl)
- Officer av Belgiska Leopoldsorden (OffBLeopO)
- Officer av Belgiska Kronorden (OffBKrO)
- Officer av Nederländska Oranien-Nassauorden (OffNedONO)
- Officer av Franska Hederslegionen (OffFrHL)
- Konung Gustaf V:s olympiska minnesmedalj (GV:sOIM)
- Tyska olympiska hederstecknet (TyskOlHt)